# Słowacja na Letniej Uniwersjadzie 2009
Słowacja wystąpiła na letniej uniwersjadzie po raz dziesiąty. Słowację w Belgradzie reprezentowało 41 zawodników. Słowacja zdobyła 4 medale (1 srebrny i 3 brązowe). 
Sporty drużynowe w których Słowacja brała udział:
| Dyscyplina  | Mężczyźni | Kobiety |
| Koszykówka  |           | ✔       |
| Piłka nożna |           |         |
| Piłka wodna |           |         |
| Siatkówka   |           |         |

## Medale

### Srebro
- Martina Hrašnová – lekkoatletyka, rzut młotem

### Brąz
- Katarína Kachlíková – tenis, gra pojedyncza
- Katarína Kachlíková i Martina Babáková – tenis, gra podwójna
- Katarína Kachlíková i Martina Babáková – tenis, klasyfikacja zespołowa